# 休·比佛
休·艾尔·坎贝尔·比佛爵士（英語：Sir Hugh Eyre Campbell Beaver，1890年5月4日—1967年1月16日），大英帝国勋章拥有者，英国工程师，同时也是吉尼斯世界纪录大全的创办人。